# Vergeroux
Vergeroux – miejscowość i gmina we Francji, w regionie Nowa Akwitania, w departamencie Charente-Maritime.
Według danych na rok 1990 gminę zamieszkiwało 551 osób, a gęstość zaludnienia wynosiła 100 osób/km² (wśród 1467 gmin regionu Poitou-Charentes Vergeroux plasuje się na 518. miejscu pod względem liczby ludności, natomiast pod względem powierzchni na miejscu 1050.).